# 바우덕이
바우덕이는 본명은 김암덕이며, 안성시에서 활약한 사당이다. 폐병으로 20대 초반에 요절하였다.
현재 알려진 정보가 잘 없다.

## 같이 보기
- 안성맞춤 남사당바우덕이 축제
- 바우덕이(김암덕)묘
- 안성바우덕이 나들목